# 邁克·里察斯
邁克·里察斯（英語：Michael Anthony Richards，1949年7月24日—）是美國的一位演員、作家、電視節目製作人和已經隱退的喜劇演員。他最著名的作品是在歡樂單身派對中飾演Cosmo Kramer，這部作品幫助他三次獲得黃金時段艾美獎最佳喜劇類片集男配角。